# Hamburg University Press
Hamburg University Press ist ein Verlag der Staats- und Universitätsbibliothek Hamburg Carl von Ossietzky an der Universität Hamburg. Der Verlag unterstützt open access. Alle Bücher sind im Internet kostenfrei zugänglich. Zudem werden die meisten Publikationen als Print-on-Demand-Bücher angeboten. Publiziert werden Werke von Wissenschaftlern an der Hamburger Universität, aber auch die von anderen Forschern. Neben verschiedenen Reihen (Arbeiten zur Kirchengeschichte Hamburgs, seit 1958; Beiträge zur Geschichte Hamburgs, seit 1969) veröffentlicht der Verlag auch in Kooperation mit dem Verlag Walter de Gruyter das Living Handbook of Narratology.

## Geschichte
Hamburg University Press ist mindestens seit 2001 aktiv. Ursprünglich wurde mit proprietärer Software auf der Basis von PHP und MySQL gearbeitet. Im April 2005 wurde eine komplett überarbeitete Software auf der Basis von MyCoRe vorgestellt und eingesetzt. Gehostet wurde die Anwendung am regionalen Rechenzentrum der Universität Hamburg, der Verlag war auch dort ansässig. 2006 wechselte der Verlag komplett an die Staats- und Universitätsbibliothek Hamburg.